# قورش الأصغر
قورش الأصغر، ابن دارا الثاني وباريساتيس، هو أمير فارسي من الفترة الأخمينية. وكانت له يد في السياسات والحروب اليونانية. وقد أعلن التمرد على أخيه أردشير الثاني الأخميني وأعلن عن حقه في عرش الإمبراطورية.

## سيرته العسكرية
ولد قورش بعد تولي أبيه العرش في عام 424 ق م. قرر دارا الثاني أن يواصل الحرب ضد أثينا بعد انتصارات ألكيبيادس وأن يقدم الدعم للإسبرطيين وقت الحرب البيلوبونيسية، أرسل الأمير الشاب في عام 408 ق م إلى آسيا الصغرى، كحاكم على ليديا وفريجيا الكبرى وكابادوكيا، وقائد القوات الفارسية، والتي اجتمعت في ميدان كاستولوس كما ذكر كسينوفون، وهي منطقة للجيش في إقليم آسيا الصغرى. ودعم قورش الإسبرطيين بكل ما أوتي له من عتاد؛ من الواضح أنه كان قد خطط لأخذ العرش لنفسه بعد موت أبيه، وقد كانت تدعمه أمه بهذا الشأن؛ وزعم بأن أحقيته أكبر من أخيه الأكبر أردشير، الذي لم يولد من دم ملكي. وأمل في هذه الخطة أن يكسب مساعدة إسبرطة. ووجد في الجنرال الإسبرطي ليساندر الرجل المناسب لمساعدته، بينما ليساندر نفسه يتمنى أن يصبح الحاكم المطلق لكل اليونان بمساعدة الأمير الفارسي. لذا وضع قورش كل مدده تحت تصرف ليساندر في الحرب البيلوبونيسية، لكنه لم يعط دعمه لوريثه كاليكراتيداس؛ ومارس قورش نفوذه في إسبرطة ليتم إرسال ليساندر بعد معركة أرغينوساي في حملة ثانية كقائد حقيقي (وإن كان بشكل اسمي) للأسطول الإسبرطي في عام 405 ق م.
في نفس الوقت وقع دارا فريسة المرض ودعا ابنه عند فراش الموت؛ وسلم قورش كل كنوزه إلى ليساندر وذهب إلى شوشان. اعتلى أردشير الثاني العرش في عام 404 ق م، جابه الحاكم تيسافيرنس خطط قورش ضد أخيه؛ لكن عفى عن قورش بشفاعة باريساتس وأعيد إلى مقاطعته. في هذه الأثناء انتصر ليساندر في معركة أيغوسبوتامي وأصبحت إسبرطة القوة العظمى في العالم اليوناني. ونجح قورش بذكائه أن يجمع جيشا كبيرا بأن بدأ نزاعا مع تيسافرنس حاكم كاريا حول المدن الأيونية؛ وتظاهر أيضا بتهيئته لحملة ضد البيسيديين، وهي قبيلة تعيش في جبال طوروس، والتي لم تدخل أبدا في طاعة الإمبراطورية.
بالرغم من أن ليساندر فقد موقع السيطرة عام 403 ق م على يد الملك باوسانياس، فقد أعطت الحكومة الإسبارطية لقورش كل الدعم ليشن حربه ضد الملك؛ وبسبب هذا فقد قام كليارخوس (وهو أحد أنصار ليساندر كان قد حكم عليه بالموت بسبب جرائمه التي ارتكبها كحاكم لبيزنطة) لأن يجمع جيشا من المرتزقة في خيرسونيسوس التراقية، وقام الملك مينون من فارسالا بجمع جيش آخر في ثيساليا، حيث كان حليفا مع إسبرطة.

## الثورة
في الربيع من العام 401 ق م، وحد قورش كل قواته وتقدم من سارديس، بدون أن يعلن الهدف من حملته. وتغلب بإدارته ووعوده الكبيرة على تردد القوات اليونانية بسبب طول زمن الحرب وأخطارها؛ وأرسل أسطولا إسبرطيا من خمسة وثلاثين سفينة تريريمي (ثلاثية المجاديف) إلى قيليقية لفتح ممرات أمانوس إلى سوريا وأرسل إليه قوة إسبرطية من 700 رجل تحت قيادة خيريسوفوس. وتلقى الملك الفارسي رسالة تحذير من الحاكم تيسافيرنس في اللحظة الأخيرة وجمع جيشه في عجالة؛ وتقدم قورش إلى بابل قبل أن يجتمع بعدوه.
بدأت معركة كوناكسا في أكتوبر 401 ق م. كان قورش يقود 10,400 جندي مشاة يوناني و2,500 من البيلتاست (حملة الأسلحة الخفيفة)، وإضافة إلى جيش آسيوي تحت قيادة أريايوس. وقال كسينوفون أنهم يبلغون مائة ألف رغم أن هذا العدد بعيد عن الواقع؛ أما أردشير فقد نظم جيشا قوامه 900,000 جندي. تُظهر هذه الأعداد بأن كسينوفون لم تكن لديه فكرة عن الأعداد الكبيرة، بالرغم من كونه شاهد عيان؛ وفي الواقع فإن جيش قورش قد اشتمل في أقصى مداه على 30,000 محاربا، أما جيش أردشير فقد تكون من 40,000 رجل. رأى قورش أن مصير المعركة يعتمد على مصير الملك؛ لذا طلب من كليارخوس قائد اليونانيين أن يشغل المركز ضد أردشير. لكن كليارخوس والذي كان تكتيكيا يتبع المدرسة القديمة لم يستجب له. تفادى جناح الفرس الأيسر بقيادة تيسافرنس الصدام مع اليونانيين؛ ورمى قورش في المركز بقوته على أردشير، ولكنه قتل بعد قتال مستميت.
بعد ذلك تظاهر أردشير بأنه قتل المتمرد بنفسه، وكنتيجة لها ثأرت ياريساتيس بقسوة من قاتل ابنها. ولم تتجرأ القوات الفارسية على أن تهاجم اليونانيين، لكنها خدعتهم بأن جرتهم نحو الدواخل إلى ما بعد دجلة، وحاول إبادتهم بالغدر. لكن بعد أسر قادتهم شق اليونانيين طريقهم بالقوة إلى البحر الأسود. بهذا الإنجاز أظهروا الضعف الداخلي للإمبراطورية الفارسية وتفوق الجيوش اليونانية.

## شخصيته
مدح العديد من المؤرخين القدماء شخصية قورش، وخصوصا كسينوفون في كتابه الاقتصاد Oeconomics؛ وبالتأكيد فقد كان أفضل من أخيه الضعيف في قوته كقائد عسكري وسياسي. وإن كان قد اعتلى العرش فلربما جدد قوة الإمبراطورية لفترة قرن آخر من الزمن على الأقل، بينما فسدت تماما تحت حكم أردشير الثاني.

## قراءات أخرى
تكلم كسينوفون عن تاريخ قورش وتراجع اليونانيين في كتابه الزحف العسكري أو أناباسيس (حيث حاول حجب مشاركة الإسبرطيين الفعلية). السجل الآخر، من المحتمل أنه قد كتب بقلم سوفاييتوس ستيمفالوس، استعمل من قبل إيفوروس، ومحفوظ في سجل ديودورس. المعلومات الأخرى موجودة في مقتطفات من كتيسياس الفوتي؛ أيضا تكلم عنه بلوتارخ في سيرته عن أرحششتا.